# Ambasada Stanów Zjednoczonych przy Stolicy Apostolskiej
Ambasada Stanów Zjednoczonych przy Stolicy Apostolskiej – misja dyplomatyczna Stanów Zjednoczonych Ameryki przy Stolicy Apostolskiej. Ambasada mieści się w Rzymie.

## Historia
Stany Zjednoczone utrzymywał stosunki dyplomatyczne z Państwem Kościelnym w latach 1797 - 1870. W latach 1848–1867 dyplomaci amerykańscy rezydowali przy papieżu. Do 1854 byli oni w randzie chargé d’affaires, a następnie ministrów-rezydentów. Stosunki te ustały po podbiciu Państwa Kościelnego przez Włochy. Kilku prezydentów USA wyznaczyło jednak osobistych wysłanników przy Stolicy Apostolskiej. W 1951 prezydent Harry Truman mianował ambasadora przy Stolicy Apostolskiej, jednak nie został on zatwierdzony przez Senat.
Stany Zjednoczone, po podpisaniu konkordatu, ponownie nawiązały stosunki dyplomatyczne ze Stolicą Apostolską w 1984 w randzie ambasad. 9 kwietnia 1984 mianowany został pierwszy ambasador.

## Przedstawiciele

### Do 1870
- Jacob L. Martin (1848)
- Lewis Cass Jr. (1849 - 1858)
- John Potter Stockton (1858 - 1861)
- Alexander Williams Randall (1862)
- Richard Milford Blatchford (1862 - 1863)
- Rufus King (1864 - 1867)

### 1870 - 1984
- Myron Charles Taylor (1939 - 1950) osobisty przedstawiciel prezydenta Stanów Zjednoczonych
- Harold Hilgard Tittmann Jr. (1941 - 1944) chargé d’affaires
- Henry Cabot Lodge Jr. (1970 - 1977) osobisty przedstawiciel prezydenta Stanów Zjednoczonych
- David Walters (1977 - 1978) osobisty przedstawiciel prezydenta Stanów Zjednoczonych
- Robert Ferdinand Wagner Jr. (1978 - 1981) osobisty przedstawiciel prezydenta Stanów Zjednoczonych
- William A. Wilson (1981 - 1984) osobisty przedstawiciel prezydenta Stanów Zjednoczonych

### Ambasadorzy (od 1984)
- William A. Wilson (1984 - 1986)
- Frank J. Shakespeare Jr. (1987 - 1989)
- Thomas Patrick Melady (1989 - 1993)
- Raymond Leo Flynn (1993 - 1997)
- Corinne Clairborne Boggs (1997 - 2001)
- James Nicholson (2001 - 2005)
- Francis Rooney (2005 - 2008)
- Mary Ann Glendon (2008 - 2009)
- Miguel Humberto Diaz (2009 - 2012)
- Kenneth Francis Hackett (2013 - 2017)
- Callista Gingrich (2017 - nadal)